# UGC 4881
UGC 4881 (другие обозначения — Arp 55, VV 155) — взаимодействующая пара галактик в созвездии Рыси с угловой протяженностью около одной угловой минуты, находящаяся от Земли на расстоянии около 527 миллионов световых лет. Б. А. Воронцов-Вельяминов назвал эту галактику «Кузнечик» за характерную форму на пластинках Паломарского обзора.
В соответствии с классификацией Атласа пекулярных галактик относится к категории спиральных галактик с малыми яркими спутниками.
«Кузнечик» состоит из двух богатых газом спиральных галактик, находящихся в процессе слияния. Они обладают повышенной светимостью в инфракрасном диапазоне (5×1011 L⊙) из-за интенсивного звездообразования в ядре и приливных хвостах. Ядро меньшей галактики хорошо видимо, в отличие от галактики большего размера, образованной из объединённого материала обеих галактик, в которой есть яркая центральная область, но нет выраженного ядра. «Ногу» «Кузнечика» образует прямой приливной хвост, начинающийся у северо-восточного конца и простирающийся на 20" к югу. На его южном конце находится яркая область звездообразования.
Три менее яркие галактики, находящиеся на угловом расстоянии 2,3′ от UGC 4881, имеют одинаковое красное смещение и образуют группу галактик. Самой близкой из них является PGC 2242096, имеющая видимую звёздную величину 17,1m и угловые размеры 15". Арп считал её выброшенным при слиянии UGC 4881 «волокном», рассматривая её наличие как подтверждение своей спорной теории о том, что имеется физическая связь между взаимодействующими галактиками и расположенными рядом источниками радиоизлучения с высоким красным смещением.